# Hemoptýza
Hemoptýza je vykašlávání krve nebo krví potřísněné sputum (hlen), vycházející z průdušek, hrtanu, průdušnice nebo z plic (například tuberkulóza nebo další infekce dýchacích cest).

## Případy
Nejčastěji může být způsobeno bronchitidou nebo zápalem plic, ale také plicním novotvarem (u kuřáků je hemoptýza trvalá), aspergilomem, tuberkulózou, bronchiektázií, kokcidioidomykózou, plicní embolií nebo plicním morem.
Vzácné případy obsahují hereditární hemoragickou telangiektázu (HHT Rendu-Oslea-Weberův syndrom) či Goodpastureův syndrom a Wegenerovu granulomatózu.
U dětí je častější kvůli cizímu tělesu v dýchacích cestách.
Může být výsledkem předávkování antikoagulačními léky jako je warfarin.
Měly být vyloučeny srdeční problémy, jako je kogestivní srdeční selhání či mitrální stenóza.
Původ krve může být rozpoznán podle její barvy. Jasně červená pěnivá krev pochází z dýchacího traktu, zatímco tmavě červená po kávě zbarvená pochází z trávicí soustavy.
Stejně tak rozsáhlé zranění může způsobit vykašlávání krve.